# Confessio Fraternitatis
Confessio Fraternitatis (Confessio oder Bekenntnis der Societät und Bruderschaft Rosenkreuz) é um manifesto rosacruciano publicado em 1615 na cidade alemã de Kassel.
Manifestos Rosacruzes
- 1614 - Fama Fraternitatis
- 1615 - Confessio Fraternitatis
- 1616 - Núpcias Químicas de Christian Rozenkreuz